# Dan Perjovschi - Drumul
Dan Perjovschi - Drumul este un film românesc din 2016 regizat de Liviu Varlam.